# Plan Schlieffena

Plan Schlieffena i francuski Plan XVII, 1914

Plan Schlieffena – nazwa używana w historiografii na określenie planu wojny na dwa fronty przeciwko Francji i Rosji opracowanego przed I wojną światową, w 1905 roku przez feldmarszałka Alfreda von Schlieffena (szefa sztabu armii pruskiej w latach 1891–1905). Od jego nazwiska pochodzi nazwa operacji. Określenie rozpowszechniło się już po wojnie i nie było używane w czasie samej kampanii.
Plan ten miał umożliwić osiągnięcie celów politycznych, które polegały na zdominowaniu przez Niemcy Europy Środkowej (koncepcja Mitteleuropa). W przypadku Polski zakładano marginalizację kraju i zmianę jej w państwo marionetkowe oraz włączenie do Niemiec tzw. polskiego pasa granicznego.

## Plan wojny
Plan niemiecki zakładał pokonanie Francji w ciągu 6 tygodni od mobilizacji armii niemieckiej. Cel ten miał być osiągnięty dzięki prawie całkowitemu wycofaniu sił z frontu wschodniego i rzucenia prawie całej armii przeciwko Francji. Przewidywano umieścić 7/8 sił na prawym skrzydle i tylko 1/8 na lewym, licząc się z wtargnięciem wojsk francuskich do Alzacji i Badenii. Pierwotnie plan w ogóle nie przewidywał obecności brytyjskich sił lądowych na północnym skrzydle francuskiej obrony.
Atak na Francję zakładał szeroki manewr oskrzydlający przez neutralną Belgię. Prawie cała armia miała przejść tym szlakiem, zostawiając tylko małe siły osłonowe na granicy z Francją naprzeciwko głównych sił francuskich. Po przejściu przez Belgię armie niemieckie miały obejść Paryż od zachodu i zaatakować od tyłu armie francuskie skoncentrowane na ufortyfikowanej granicy francusko-niemieckiej. Ten manewr miał okrążyć prawie całą armię francuską i doprowadzić do jej łatwego zniszczenia. Po zwycięstwie nad silniejszym zachodnim sąsiadem Niemcy planowały przerzucić większość swoich sił na front wschodni i skoncentrować się na wojnie z Rosją.
Niemcy nieustannie uaktualniali swoje bardzo szczegółowe plany z biegiem lat. Zbadano m.in. rozkład jazdy 11 tys. pociągów. Początkowy plan, stworzony pod bezpośrednim kierunkiem Schlieffena, był niezwykle radykalny i ryzykowny. Zakładał prawie całkowite ogołocenie sił ze wszystkich innych kierunków działań w celu całkowitej koncentracji na natarciu przez Belgię. W latach późniejszych, po odejściu Schlieffena, którego zastąpił nowy szef sztabu Helmuth Johannes Ludwig von Moltke, przyjęto mniej ryzykowny i bardziej praktyczny wariant, który zakładał pozostawienie jednej z armii w Prusach Wschodnich i osłabienie prawego skrzydła atakującego przez Belgię.

## Analiza historyczna
Po I wojnie światowej niektórzy historycy wylansowali ideę, że plan Schlieffena w swojej wcześniejszej, radykalnej formie precyzyjnie przewidywał sytuację wojenną i gdyby dowództwo niemieckie skrupulatnie trzymało się jego założeń, państwa centralne uzyskałyby przewagę w Europie pokonując Francję, co doprowadziłoby do ich zwycięstwa w I wojnie światowej. Według tego rozumowania sztab niemiecki popełnił błąd przez przyjęcie bardziej konserwatywnego wariantu. Dziś historycy twierdzą, że plan niemiecki w jakiejkolwiek formie miał małe szanse powodzenia, gdyż powoli poruszające się armie tego okresu nie były w stanie wykonać tak ambitnych manewrów bez utraty swojej siły uderzeniowej.

Właśnie wycieńczenie świeżo zmobilizowanych rekrutów armii niemieckich przez długie marsze i trudności zaopatrzeniowe dały Francuzom czas na zatrzymanie niemieckiej ofensywy. Ponadto plan zakładał, że Belgowie nie będą stawiać oporu i przejście przez terytorium Belgii zajmie najwyżej 48 godzin. Jednak pod Liège Niemcy zostali zatrzymani aż na 8 dni. Wojskowi niemieccy, którzy nie mogli zrealizować wyznaczonych celów, chcąc spacyfikować opór dopuścili się zbrodni wojennych na jeńcach i cywilach. Spowodowało to oburzenie międzynarodowej opinii publicznej, zwłaszcza w Stanach Zjednoczonych. Naruszenie przez Cesarstwo Niemieckie międzynarodowego traktatu o neutralności Belgii było bezpośrednim powodem przystąpienia 4 sierpnia 1914 Wielkiej Brytanii do wojny przeciwko Niemcom.
Dodatkowo Niemcy wycofali w sierpniu 1914 dwa korpusy z frontu zachodniego (z Belgii – Namur, skąd miały podążyć dla wzmocnienia prawego skrzydła ofensywy armii niemieckiej we Francji), by powstrzymać nadspodziewanie energiczną rosyjską ofensywę w lecie 1914 roku skierowaną na Prusy Wschodnie. Był to błąd strategiczny, gdyż Rosjanie zostali pokonani w bitwie pod Tannenbergiem jeszcze przed przybyciem tych posiłków.
Po niepowodzeniu niemieckiego planu fronty ustabilizowały się. Gospodarka Niemiec nie była przygotowana na długie zmagania wojenne i nie mogła zapewnić takiej ilości zaopatrzenia jak gospodarka państw Ententy. Już od roku 1916 państwa centralne zaczęły odczuwać braki surowców oraz rezerw ludzkich. Przystąpienie do wojny USA w 1917 zagwarantowało ostateczne zwycięstwo Ententy. Konsekwencją przyjęcia planu Schlieffena, w miejsce obronnego planu Helmutha von Moltke, było przystąpienie Wielkiej Brytanii do wojny przeciwko Niemcom, do czego formalnym powodem było naruszenie traktatowej neutralności Belgii. Opowiedzenie się Brytyjczyków (wraz z zasobami demograficznymi i gospodarczymi imperium brytyjskiego) po stronie przeciwników Niemiec oznaczało uwikłanie się Niemiec w wojnę długotrwałą, wbrew pierwotnym niemieckim założeniom strategicznym. Wojna miała stać się wojną potencjałów gospodarczo-militarnych mocarstw. Ze strony Ententy była wsparta brytyjską blokadą morską państw centralnych, odcinającą je od wymiany handlowej z resztą świata i od dostępu do żywności i surowców strategicznych. W dalszej perspektywie przystąpienie Wielkiej Brytanii do wojny w sierpniu 1914 pośrednio wpłynęło na przystąpienie do niej w kwietniu 1917 Stanów Zjednoczonych po stronie Ententy, a przeciwko Niemcom. Inwazja niemiecka na neutralną Belgię wywołała katastrofalne skutki dla międzynarodowego wizerunku Cesarstwa Niemieckiego i osobiście cesarza.
W ocenie dzisiejszych historyków mit, że radykalny wariant planu Schlieffena dałby Niemcom zwycięstwo został stworzony po wojnie „ku pokrzepieniu serc”. Według tego mitu doskonała niemiecka armia była o krok od zwycięstwa w lecie 1914, lecz nieudolność kilku osób, głównie szefa sztabu von Moltke, zaprzepaściła to zwycięstwo. Podobny sposób myślenia pojawił się po II wojnie światowej, kiedy wielu historyków i oficerów piszących swoje wspomnienia ponownie próbowało zrzucić główną odpowiedzialność za porażki armii niemieckiej na barki jednej osoby, w tym przypadku Hitlera.